# Villanuño de Valdavia
Villanuño de Valdavia est une commune d'Espagne de la province de Palencia dans la communauté autonome de Castille-et-León. Elle fait partie de la comarque naturelle de Vega-Valdavia.

## Patrimoine

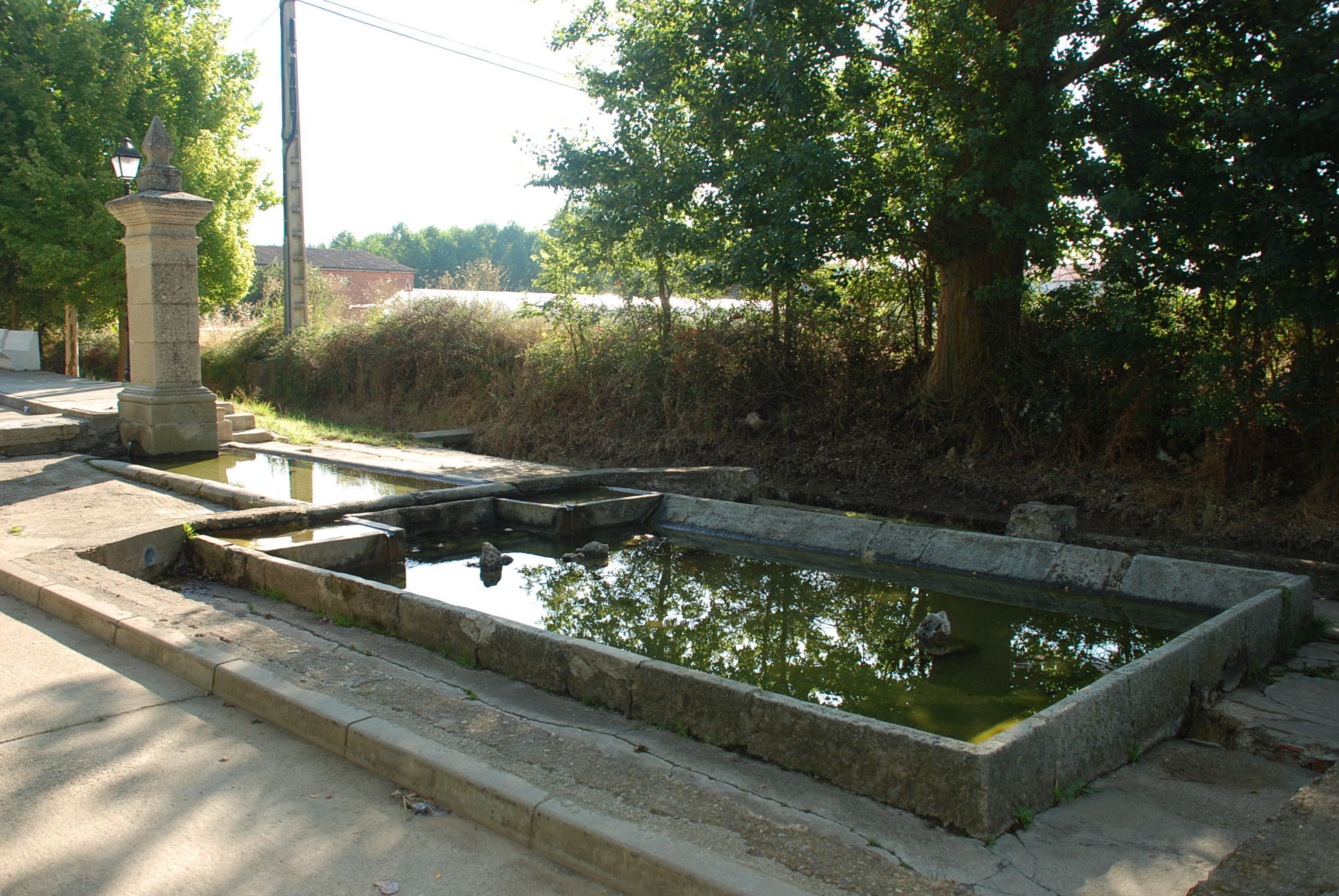
Fontaine dite d'El pilón de Villanuño de Valdavia.